# Proto-Somali
I proto-somali sono stati un antico popolo, antenato dei somali, che ha vissuto nell'attuale Somalia. La letteratura sui proto-somali riguarda un ampio lasso di tempo che va dal I millennio a.C. al I millennio d.C.

## Storia
Si ritiene che i Puntiti fossero antichi somali che commerciavano mirra, spezie, oro, ebano, bovini dalle corna corte, avorio e incenso con gli antichi egizi e l'antica Mesopotamia attraverso i propri porti commerciali. Un'antica spedizione egiziana, inviata nel Punt dalla regina Hatshepsut della XVIII dinastia, è ricordata nel rilievi del tempio a Deir el-Bahari, durante il regno del re puntita Parahu e della regina Ati.
Nell'era classica, i Macrobici, che potrebbero essere stati ancestrali agli Automoli o antichi Somali, stabilirono un potente regno tribale che governava gran parte della moderna Somalia. Erano famosi per la loro longevità e benessere e si diceva che fossero "i più alti e belli di tutti gli uomini". I Macrobici erano pastori guerrieri e marinai. Secondo il racconto di Erodoto, l'imperatore persiano Cambise II, dopo la sua conquista dell'Egitto (525 a.C.), inviò ambasciatori a Macrobia, portando doni di lusso per il re, per attirare la sua sottomissione. Il sovrano macrobico, che era eletto in base alla sua statura e bellezza, rispose invece con una sfida per la sua controparte persiana, nella forma di un arco senza corde: se i persiani fossero riusciti a sistemarlo, avrebbero avuto il diritto di invadere il suo paese; ma fino ad allora, avrebbero dovuto ringraziare gli dei che i macrobici non decidessero di invadere il loro impero. I macrobici erano una potenza regionale famosa per la loro architettura avanzata e ricchezza; l'oro era così abbondante che veniva usato anche per incatenare i prigionieri .  Gli Harla, un popolo oggi estinto, accreditato per aver costruito vari monumenti nel Corno d'Africa, sono possibili rappresentanti dei Proto-Somali.
Dopo il crollo di Macrobia, emersero diverse antiche città-stato proto-somale, come Malao, Mundus, Mosylon e Opone, che guerreggiarono con i Sabaeani, i Parti e gli Axumiti per il ricco commercio indo - greco-romano, fiorito anche in Somalia. I marinai e i commercianti somali erano i principali fornitori di oro, silva, pietre preziose, incenso, mirra, gomma d'acacia, sale, bestiame, avorio, piume, cuoio e spezie, oggetti che erano considerati molto preziosi.
Altre importanti città-stato proto-somale erano Avalite, Bulhar, Botiala, Essina, Damo, Hannassa, Sarapion, Nikon, Toniki, Gondal, Macajilayn, Salweyn e Miandi.

## Genetica
Fra i somali il tempo fino al più recente antenato comune (TMRCA) è stato stimato in 4000-5000 anni (2.500 a.C. ) per l'aplogruppo E-M78 cluster γ e 2100–2200 anni (150 a.C.) per i portatori somali del gene T-M184 .
La subclade profonda E-Y18629 si trova comunemente nei Somali e ha una data di formazione di 3.700 YBP (anni prima del presente) e un TMRCA di 3.300 YBP.

## Stati
Ci sono stati molti esempi di stati proto-somali. Alcuni di questi includono:
- Sesea
- Costa d'Ajan
- Rauso
- Aromata
- Paese di Punt

## Etimologia
Soo Maal è l'etimologia del termine somalo . È un termine che significa letteralmente "andare e mungere". È stata descritta come una testimonianza della mescolanza di cultura nomade e pastorale dei somali. Tuttavia alcune fonti tradizionali contestano questa spiegazione etimologica, sostenendo invece che il termine somalo deriva da un antico antenato chiamato Samaale. Secondo alcuni studiosi, il termine rimase bloccato dall'era proto-somala, quando esploratori ellenici e greci si imbatterono nel termine mentre erano in contatto con proto-somali. Altri studiosi attribuiscono il termine "soo maal" alla natura storicamente ospitale dei proto-somali nelle epoche antiche che invitavano gli ospiti a bere latte dalle loro molte varietà di bestiame. Nell'era moderna, questa interpretazione differisce a seconda della regione; con i somali settentrionali implica che ci si riferisca al latte di dromedario in generale, o alla dromedaria in particolare, mentre i somali del sud usano la traslitterazione "sa maal" che si riferisce al latte di vacca. Gli storici solitamente danno l'interpretazione che la frase sia stata coniata da antichi egizi espatriati nel Corno d'Africa e poi tornati in Egitto, definendola "la terra della mungitura". Durante questa era, "soo maal" veniva anche usato come saluto tra gli ospiti.
Un'altra origine etimologica proposta è stata "zu maal", derivante dal termine arabo che significa approssimativamente "possessore della ricchezza"; tuttavia questa spiegazione etimologica ha meno sostanza.